# 内藤政共

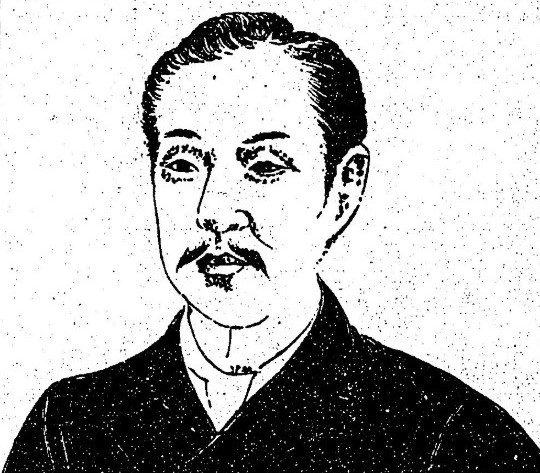
内藤政共子爵

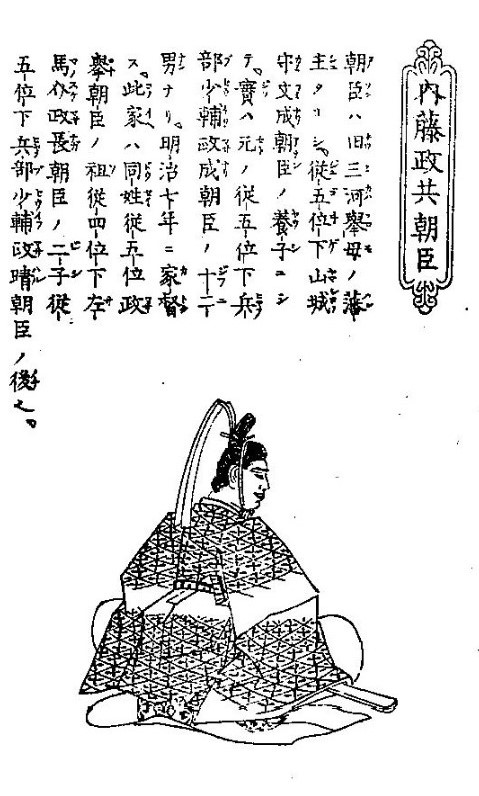
内藤政共朝臣

内藤 政共（ないとう まさとも、1859年4月1日（安政6年2月28日） - 1902年（明治35年）11月22日）は、明治期の海軍技師、政治家、華族。最終階級は海軍造船大技士。貴族院子爵議員。

## 経歴
元挙母藩主（第4代）・内藤政成の十二男として生まれ、内藤文成（第7代藩主）の養子となる。1874年（明治7年）6月10日、養父の隠居に伴い家督を継承。1884年（明治17年）7月8日、子爵を叙爵した。
1881年（明治14年）工部大学校を卒業。同年、イギリスに私費留学し、グラスゴー大学で海事工学を研究した。帰国後、1885年（明治18年）海軍省御用掛に就任。以後、海軍大技士、同造船大技士を歴任。その他、兼小野浜造船所製造科主幹、川崎造船所嘱託なども務めた。1887年（明治20年）1月、待命となり、1888年（明治21年）非職、1890年7月（明治23年）予備役に編入された。
1890年7月10日、貴族院子爵議員に選出され、死去するまで2期在任した。この間、製鉄事業調査会委員、造船規程調査委員、東京市会議員などを務めた。

## 親族
- 妻 良子（よしこ、槇村正直二女）[1]
- 長男 内藤政光（貴族院子爵議員）[1]